# Styringomyia kerteszi
Styringomyia kerteszi là một loài ruồi trong họ Limoniidae. Chúng phân bố ở miền Australasia.